# Uwe Schäfer (Maler)
Uwe Schäfer (* 1965 in Bamberg) ist ein deutscher Maler.

## Leben
Schäfer ging in Sigmaringen zur Schule. Von 1987 bis 1993 studierte er Freie Grafik / Freie Malerei an der Kunstakademie Stuttgart bei Moritz Baumgartl und Rudolf Schoofs. 1995 gründete er die Künstlergruppe „Die Weissenhofer“. Schäfer nahm seit 1991 an verschiedenen Ausstellungen teil.

## Ausstellungen
- 1995: Bisjetztabsofort, Uwe Schäfer, Stuttgart, Staatliche Akademie der Bildenden Künste.
- 1997: Die Weissenhofer – nichts geht mehr.
- 1998: Die Weissenhofer, Kunsthaus Richterswil.
- 2001: Taumler zwischen den Stühlen, Stuttgart, Galerie Helm/Reiswig.
- 2002: Die Weissenhofer – quattro stazioni, Stuttgart, Hospitalhof Stuttgart.
- 2003: Looppool – Die Weissenhofer, Kunsthalle Erfurt, Galerie Albstadt.
- 2005: Uwe Schäfer, non è un bel paese, Kirchheim/Teck, Städtischen Galerie im Kornhaus Kirchheim
- 2005: Die Weissenhofer – Mobile Immobile. Mannheim, Mannheimer Kunstverein.
- 2006: Uwe Schäfer – Landansich, Waiblingen, Museum der Stadt Waiblingen.
- 2007: Matthias Beckmann – Jörg Mandernach – Uwe Schäfer Die Weissenhofer: Der Weissenhof liegt im Wallistal, Reutlingen, Städtische Galerie Reutlingen.
- 2008: Die Weissenhofer: Satelliten, Dortmund, Künstlerhaus Dortmund, Ev. Stadtkirche St. Petri, Dortmunder Kunstverein, Museum am Ostwall.
- 2008: Uwe Schäfer, Warten IV Gestrüpp, Dortmund, Museum am Ostwall.
- 2009: Matthias Beckmann, Jörg Mandernach, Uwe Schäfer. Die Weissendorfer. Die Ägyptenreise, Herne, Flottmann-Hallen; Freiburg i.Br., E-Werk Freiburg.
- 2011: Matthias Beckmann, Jörg Mandernach, Uwe Schäfer. Die Weissenhofer – Radical Research – Die Wurzeln der Wissenschaft. Ulm, Ulmer Museum.